# Volksabstimmungen in der Schweiz 1908
Dieser Artikel bietet eine Übersicht der Volksabstimmungen in der Schweiz im Jahr 1908.
In der Schweiz fanden auf Bundesebene drei Volksabstimmungen statt, im Rahmen zweier Urnengänge am 4. Juli und 25. Oktober. Dabei handelte es sich um ein obligatorisches Referendum, einen Gegenentwurf und eine Volksinitiative.

## Abstimmungen am 5. Juli 1908

### Ergebnisse
| Nr. | Vorlage | Art | Stimm- berechtigte | Abgegebene Stimmen | Beteiligung | Gültige Stimmen | Ja      | Nein    | Ja-Anteil | Nein-Anteil | Stände | Ergebnis |
| --- | --- | --- | ------------------ | ------------------ | ----------- | --------------- | ------- | ------- | --------- | ----------- | ------ | -------- |
| 67  | Bundesbeschluss betreffend Ergänzung der Bundesverfassung bezüglich des Rechts der Gesetzgebung über das Gewerbewesen | OR  | 809'545            | 394'272            | 48,70 %     | 325'018         | 232'457 | 092'561 | 71,52 %   | 28,48 %     | 21½:½  | ja       |
| 68  | Eidgenössische Volksinitiative «für ein Absinthverbot»                                                                | VI  | 809'545            | 399'217            | 49,31 %     | 379'747         | 241'078 | 138'669 | 63,48 %   | 36,52 %     | 20:2   | ja       |

### Gewerbewesen
Ein Verfassungsartikel, der dem Bund die Gesetzgebungskompetenz für das Gewerbewesen hätte übertragen sollen, war 1894 eher überraschend abgelehnt worden. Einige Jahre später griff der Schweizerische Gewerbeverein das Thema wieder auf. 1903 verlangte er in einer Eingabe einen neuen Verfassungsartikel und bereitete eine entsprechende Volksinitiative vor. Der Bundesrat nahm das Anliegen bereitwillig auf und verabschiedete 1905 einen entsprechenden Antrag ans Parlament, wo die Notwendigkeit einer Gesetzgebungskompetenz unbestritten war. Der vorgeschlagene Artikel 34ter war fast wortgleich mit der gescheiterten Bestimmung von 1894. Im Gegensatz zu damals schlug die Abstimmung über den neuen Verfassungsartikel keine hohen Wellen und die Parteien stellten sich geschlossen hinter die Vorlage. Das anschliessend folgende Gesetzgebungsprogramm sollte die Berufsbildung und den Arbeitnehmerschutz verbessern, die Arbeitsverhältnisse klären und das Gewerbe vor ungerechtfertigter Konkurrenz schützen. Einzig im Kanton Appenzell Innerrhoden resultierte eine ablehnende Mehrheit, in allen anderen Kanton betrug der Anteil der Ja-Stimmen mindestens 60 Prozent.

### Absinthverbot
Anfang des 20. Jahrhunderts hatte der Absinthkonsum insbesondere in den französischsprachigen Kantonen stetig zugenommen. So konsumierten die rund 300.000 Einwohner des Kantons Waadt im Jahre 1906 bereits 259.000 Liter Absinth, und im Kanton Genf kamen auf 150.000 Einwohner sogar 500.000 Liter.
Im August 1905 erschlug der Weinarbeiter Jean Lanfray aus Commugny im Alkoholrausch seine Ehefrau und seine zwei Kinder. Die darauf folgende öffentliche Debatte brachte weitere Verbrechen mit dem angeblich besonders schädlichen Absinth in Verbindung. Als Folge davon beschlossen die Kantone Waadt und Genf ein Verkaufsverbot der «grünen Fee». Verschiedene Organisationen der Abstinenzbewegung lancierten eine Volksinitiative, mit der die Produktion, die Einfuhr, der Transport, der Verkauf und die Aufbewahrung zum Zweck des Verkaufs von Absinth in der ganzen Schweiz verboten werden sollte. Der Bundesrat lehnte das umfassende Verbot als unverhältnismässigen Eingriff in die Handels- und Gewerbefreiheit ab, der vor allem das Val de Travers als Hauptproduktionsgebiet wirtschaftlich hart treffen würde. Das Parlament folgte dieser Ansicht jedoch nicht und empfahl die Initiative mehrheitlich zur Annahme. Der Abstimmungskampf warf nur in der Romandie hohe Wellen, da Absinth in den übrigen Landesteilen kaum bekannt war. Die Gegner bezeichneten ein punktuelles Verbot als wenig nützlich, da die Absinthtrinker auf einen anderen Schnaps ausweichen würden. Dennoch hatten sie der geballten Front der Verbotsbefürworter wenig entgegenzusetzen. Das Volk sowie alle Kantone ausser Genf und Neuenburg stimmten der Initiative zu. Fast ein Jahrhundert lang setzten die Bewohner des Val de Travers die Produktion in der Illegalität fort, 2005 wurde das Absinthverbot aufgehoben.

## Abstimmung am 25. Oktober 1908

### Ergebnisse
| Nr. | Vorlage | Art | Stimm- berechtigte | Abgegebene Stimmen | Beteiligung | Gültige Stimmen | Ja      | Nein    | Ja-Anteil | Nein-Anteil | Stände | Ergebnis |
| --- | --- | --- | ------------------ | ------------------ | ----------- | --------------- | ------- | ------- | --------- | ----------- | ------ | -------- |
| 69  | Bundesbeschluss betreffend die Aufnahme eines Zusatzartikels 24bis in die Bundesverfassung betreffend die Gesetzgebung des Bundes über die Nutzbarmachung der Wasserkräfte und über die Fortleitung und die Abgabe der elektrischen Energie (Gegenentwurf: Aufnahme eines Zusatzartikels 24bis in die Bundesverfassung) | GE  | 809'406            | 390'834            | 48,27 %     | 361'160         | 304'923 | 056'237 | 84,43 %   | 15,57 %     | 21½:½  | ja       |

### Nutzbarmachung der Wasserkräfte
Gegen Ende des 19. Jahrhunderts nahm die Zahl der Wasserkraftwerke stark zu, worauf die Behörden aus verschiedenen Gründen zur Einsicht gelangten, dass eine Regelungskompetenz des Bundes sinnvoll sei. Ein vom Parlament überwiesenes Postulat und eine von der der Gesellschaft «Frei-Land» eingereichte Volksinitiative «für die Nutzung der Wasserkräfte» bewogen den Bundesrat dazu, eine Fachkommission einzusetzen. Diese erarbeitete im Januar 1907 einen Gegenentwurf zur Initiative, der ein Gesetzgebungsrecht und die Oberaufsicht des Bundes vorsah. Das Parlament machte Konzessionen an die Kantone und stimmte 1908 dem Gegenvorschlag fast einstimmig zu, worauf «Frei-Land» die Initiative zurückzog. Gegen den Wasserrechtsartikel regte sich kaum organisierter Widerstand. Anderseits wiesen die Befürworter auf das grosse wirtschaftliche Potenzial der Wasserkraft hin, die geeignet sei, die Abhängigkeit der rohstoffarmen Schweiz und ihrer Industrien von Kohle aus dem Ausland stark zu verringern. Sie priesen den Verfassungsartikel als ausgewogenen Kompromiss zwischen kantonalen und überwiegenden volkswirtschaftlichen Interessen. Mehr als vier Fünftel der Stimmberechtigten nahmen die Verfassungsänderung an, nur im Kanton Appenzell Innerrhoden gab es eine knappe Nein-Mehrheit.